# Релігія Риму до християнства

Територія Римської держави
Римська республіка
Римська імперія
Західна Римська імперія
Східна Римська імперія

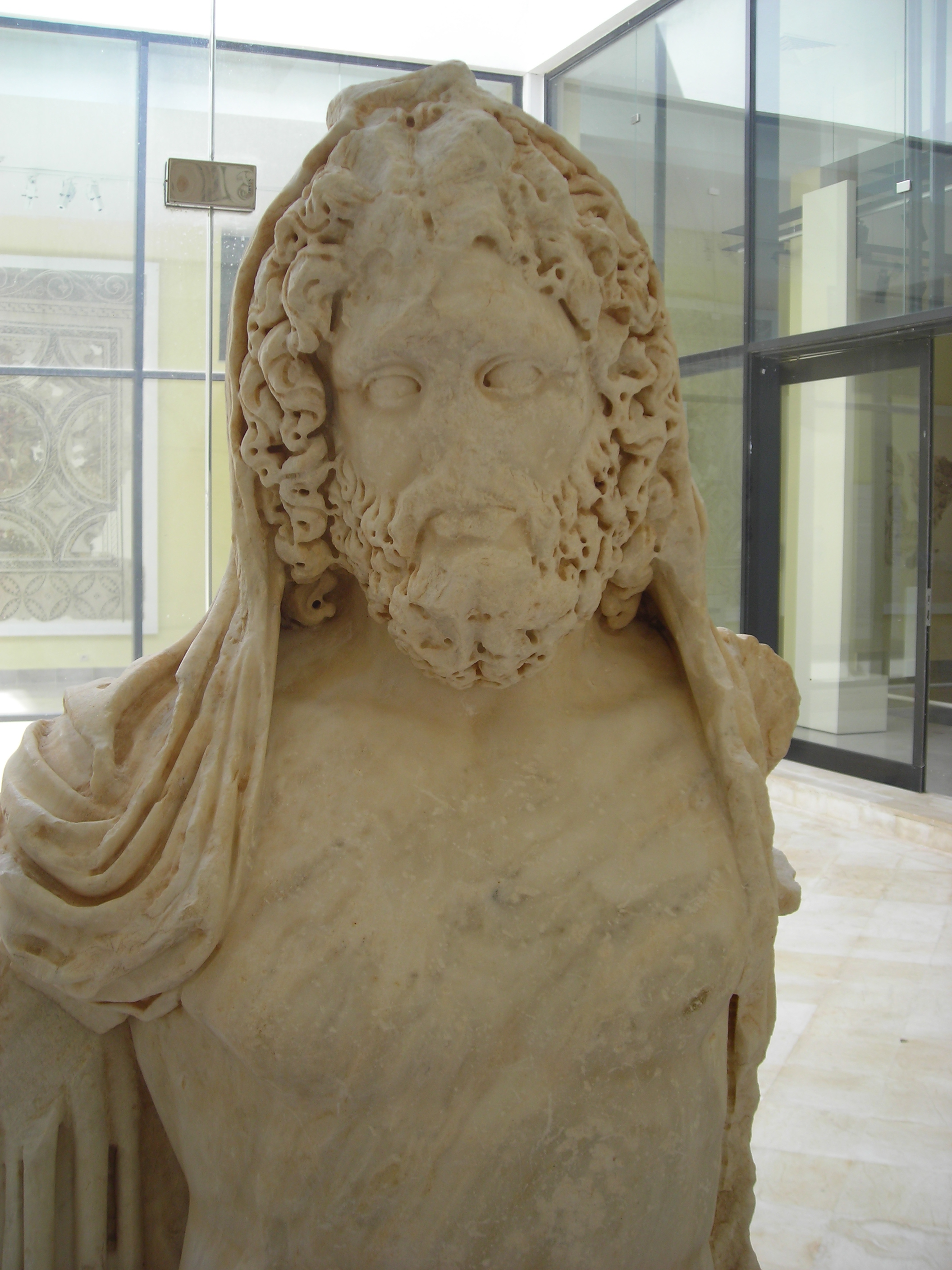

Дохристиянська релігія стародавнього Риму — період в релігії, який був у Римі до І ст. н. е. Християнство виникло в І ст. н. е. в східних провінціях Римської імперії (Палестина, провінція Юдея).

## Традиційні божества
Перші римляни в кожній речі й у кожній істоті вбачали присутність божественних сил. Ці сили управляли явищами природи і людськими долями. Поступово відбувалося їх розділення: джерела і річки відійшли до бога Фонса, Джерела. Були відомими Робіг, який захищав колосся від хвороб, Флора і Помона — богині квітів і плодів. У містах Римської імперії вшановували богині Палес і Фавна — охоронців стад, Свільвана, охоронця гаїв, і Терміна, межовий камінь.
Деяких з цих богів виділяли особливо. Янус був богом входів і виходів, усіх просторових і часових начал, йому присвячували перші дні місяця, перший місяць року, міські ворота і двері осель. Веста — богиня вогню і домашнього вогнища, мала велике значення для життя в місті, і поклонялись у круглому храмі на кшталт примітивних римських жител. Сатурна вшановували на святі закінчення року. Під час свята стурналій, яке є прообразом карнавалів, слуги та вельможі обмінювались одягом і ролями.
Марс був не тільки богом війни, як його величають, але й початку процвітання. До Гая Юлія Цезаря рік починався місяцем, який носив його ім'я (март — укр. березень), а в першу повню з Рима виганяли людину, одягнену в звірину шкуру, Мамурія Ветурія — старого Марса.
Овідій про Флору:
«Першою посіяла я насіння нове людям: бо одноманітною була для мене земля.»

## Родинні культи і ритуали
Як і греки, римляни вшановували богів-охоронців дому і сім'ї, вівтар яких знаходився поряд з вогнищем. Два пенати опікувалися коморою. Вони курили фіміам у свята і щоденно спалювали дещицю їжі. Лара, що жив у домашньому вогнищі, вшановували 1, 9, 15 числа щомісяця і в особливих випадках. Домашнє вогнище прикрашали квітами і гірляндами і молилися; якщо хтось помирав, для очищення дому ларам жертвували вівцю; наречена дарувала їм монету на честь свого одруження.
Геній сприяв главі сімейства і був охоронцем шлюбного ложа. Його зображали зазвичай у вигляді змії, як Зевса на грецьких вогнищах або людини в тозі.
Мани — добрі духи померлих предків — сприяли живим. Їм ушановували здебільшого в лютому. Лемури, або лаври були привидами злочинців і тих, хто не був належно похований. У свято лемурів у травні глава сімейства опівночі з покритою головою кидав їм чорні боби — символ відродження — і просив їх повернутися до своєї підземельної обителі.
У дні весіль зверталися до Деверри й Інтерцідони, божеств мітли та сокири, і до Пікумна і Пілумна, духів товкача і ступки. Брати-близнята Пікумн і Пілумн оберігали немовля, Куба присипляла, Едука і Потіна — допомагали годувати, Фабулін — розмовляти, Абеона і Адеона — ходити.

## Державні культи
Територія Рима — священна, якщо вірити легенді про його заснування. Усі засновані пізніше міста будували за таким самим зразком: місто оточували ровом і орієнтували по двох осях. У центрі була площа з храмами і адміністративними будівлями, колодязь (ворота Аїда), з якого у певні дні виходили душі померлих. Як і в кожному домі, було й загальноміське вогнище у храмі Вести: римський народ загалом, як і кожен громадянин, мав геніїв, ларів і пенатів. У період імперії (з середини I ст. до н. е.) Рим обожнювали: на його честь будували храми, як і на честь Фортуни — його долі.
Покровителями Рима були могутні боги — Янус, Сатурн, Марс і Юпітер. Зі свого храму на Капітолійському пагорбі Юпітер керував небесними явищами, родючістю землі, оберігав місто і відповідав за оголошення війни та повернення полководців. Його дружину Юнону Називали Регіною, тобто царицею, а також Монетою, тобто порадницею (адже гуси, вирощенні на її честь, попередили Рим про напад галлів у 390 р. до н. е.) Фідес, доброчесність, опікувалася приватними і громадським життям римських громадян.
Римські храми використовували і для державних справ: у храмі Сатурна зберігалася державна скарбниця, у храмі Януса оголошували війну або мир, у храмі Беллони, подруги Марса, приймали іноземних послів і полководців-переможців.
У великі свята ніхто не працював. Римляни любили видовища, урочисті процесії, жертвоприношення на честь богів.
Воєначальників-переможців очікувала найвища нагорода — тріумф: на один день такий воїн ставав утіленням Юпітера; у його одязі, в оточенні святкової процесії він вирушав до храму бога для жертвоприношень.

## Запозичені божества
Римська релігія формувалась упродовж віків, запозичаючи щось у інших народів: етрусків, латинян і, найчастіше, греків. Навіть Горацій в своєму творі «Послання» звернув увагу на запозичення римлянами грецької культури: «Греція, скорена воїном диким, його ж підкорила». Під час війни римляни шляхом евокації зазивали ворожих богів на свою сторону, щоб збільшити шанси на перемогу.
Поступово римських богів стали ототожнювати з новими, і їх зображали за взірцем грецьких скульпторів. Насправді відмінності полягали в самій природі божеств: Деметра була богинею підземного зародження зерна, її культ був овіяний таємницею, а Церера була богинею злаків і врожаю, дні свят на їх честь не співпадали за датами. Римська Венера, богиня чарівної вроди, стала богинею удачі і перемоги, як і Юпітер Оптімус Максимус (Найкращий Найвеличніший), вона відігравала велику роль.
Можна порівняти римських та грецьких богів:
- Юпітер — Зевс
- Юнона — Гера
- Нептун — Посейдон
- Плутон, Орк — Аїд
- Венера — Афродіта
- Церера — Деметра
- Прозерпіна — Персефона
- Мінерва — Афіна
- Вулкан — Гефест
- Лібер, Бахус — Діоніс
- Сатурн — Кронос
- Веста — Гестія

## Містичні релігії та культи
Поступово в ході завоювань мислення римлян змінювалось під впливом елліністичної культури і східних містичних релігій. Традиційні культи забувались, обряди втрачали сенс. Культи фригійської Кібели і єгипетської Ісіди — великих богинь родючості, — Діоніса чи Мітри, були дуже популярні, адже вони обіцяли воскресіння після смерті. Поширюючись серед принижених верств населення (рабів), вони утверджували рівність, відкинуту суспільством. Посвячених у культ Кібели і Мітри скроплювали кров'ю бика.
Усі ці культи, й особливо культ Ісіди, були пишними і видовищними: екзотичний одяг, музика, й дійства пробуджували в людей містичні почуття. Іноді боги-мученики (Осіріс, Серапіс, Аттіс, Ваал, Мітра, Діоніс асоціювались з біблійним богом.
Фреска з Вілли Таїнств, знайдена на початку 20 ст у Помпеях, на ній яскраво зображено обряди присвячені Діонісу та його матері Семелі.